# 完全情報ゲーム
完全情報ゲーム（かんぜんじょうほうゲーム、英: game with perfect information）とは、すべての意思決定点において、これまでにとられた行動や実現した状態に関する情報がすべて与えられているような展開型ゲームのことをいう。言いかえれば、情報集合がすべて 1 点からなっており、どのノードにおいてもそこで手番をもつプレーヤーがそれまでの歴史を完全に把握できるようなゲームである。

## 定義
完全情報ゲームとは、展開型ゲームのうち、すべての情報集合が 1 つのノードからなるもののことをいう。
将棋やチェスは完全情報のゲームである。一方、じゃんけんや囚人のジレンマ等の同時手番ゲームは、一般に情報集合が複数のノードから構成されるので、完全情報ゲームとはならない。というのも、同時手番ゲームを展開型で記述するとき、形式的に後手として書かれるプレーヤーの手番では、実際には同時手番なのだから、先手として書かれるプレーヤーの行動は観察できていないので、後手プレーヤーは各ノードを区別できない。

## 後ろ向き帰納法
完全情報ゲームは、終点に近い意思決定点から順に解いていくことができる。これを後ろ向き帰納法（うしろむききのうほう、backward induction; 後退帰納法とも）という。後ろ向き帰納法によって導き出された戦略の組は部分ゲーム完全均衡になっている。

## 完全情報と完備情報
類似した概念に完備情報がある。両者の違いは、端的に言えば、完全情報は全員が相手のこれまでの行動などゲームの内部情報について知っていること、完備情報は全員が相手の利得関数などゲームの構造について知っていることである。例えば、囚人のジレンマでは、相手の利得関数については互いに知っているが、相手がどのような行動をとったのかについては知らないので、完備情報ではあるが不完全情報である。
テーブルゲームでは、囲碁、将棋、リバーシなどの古典的ボードゲームのほとんどが完備情報かつ完全情報であるが、コントラクトブリッジやポーカー、麻雀などのカードゲーム・タイルゲームは相手がどのような手札の中から場に出す札を選択したのかなどの情報が全員にあきらかとは言えない。この情報がゲーム自体の情報（端的にはゲームのルール）なのかプレイについての情報なのかがはっきり分離できない（手札を所与のものとするかどうかによる）ため、明確な識別が難しいこともあるが、ゲーム理論的にはそれぞれの参加者が可能な行動と、それによる利得などが全員にあきらかなゲームを完備情報ゲームといい、そうでないゲームを不完備情報ゲームという。
たとえば、「あるカードを相手が出す」ことにより、相手に何点が入るのかが自分にはわからない、というカードゲームは、ゲームの分類としては不完全情報ゲームとして扱うのが通例だが、そういった社会状況など（情報の非対称性などといわれる）を分析する際など、ゲーム理論では不完備情報ゲームに分類される。